# Claude Boyer
Claude Boyer (Albi, 1618 — Paris, 22 de julho de 1698) foi um religioso, apologista e poeta francês.
Foi o segundo ocupante da cadeira 39 da Academia Francesa.